# 永天
永天（えいてん）は、ベトナムの属明期（明の統治期）に黎餓（揚龔と改名）が反乱を起こして建てた私年号。1420年。

## 西暦・干支・他元号との対照表
| 永天 | 元年     |
| 西暦 | 1420年   |
| 干支 | 庚子     |
| 明   | 永楽18年 |